# شصية هاملتونية
شصية هاملتونية (الاسم العلمي:Uncinaria hamiltoni) هي نوع من الحيوانات تتبع جنس الشصية من فصيلة الملقوات.